# Tórtora nord-americana
La tórtora nord-americana o tortoreta cuallarga (Zenaida macroura) és una espècie d'ocell de la família dels colúmbids (Columbidae) que habita variats medis naturals, incloent els medis humanitzats d'Amèrica del Nord i Central, des del sud del Canadà, cap al sud fins a Panamà, Bahames i Antilles.